# 莉莉·赖希
莉莉·赖希（德語：Lilly Reich；1885年6月16日—1947年12月14日）是德國現代主義設計師。她曾與德國建築師路德維希·密斯·凡德羅 （Ludwig Mies van der Rohe）密切合作超過十年。

## 生平

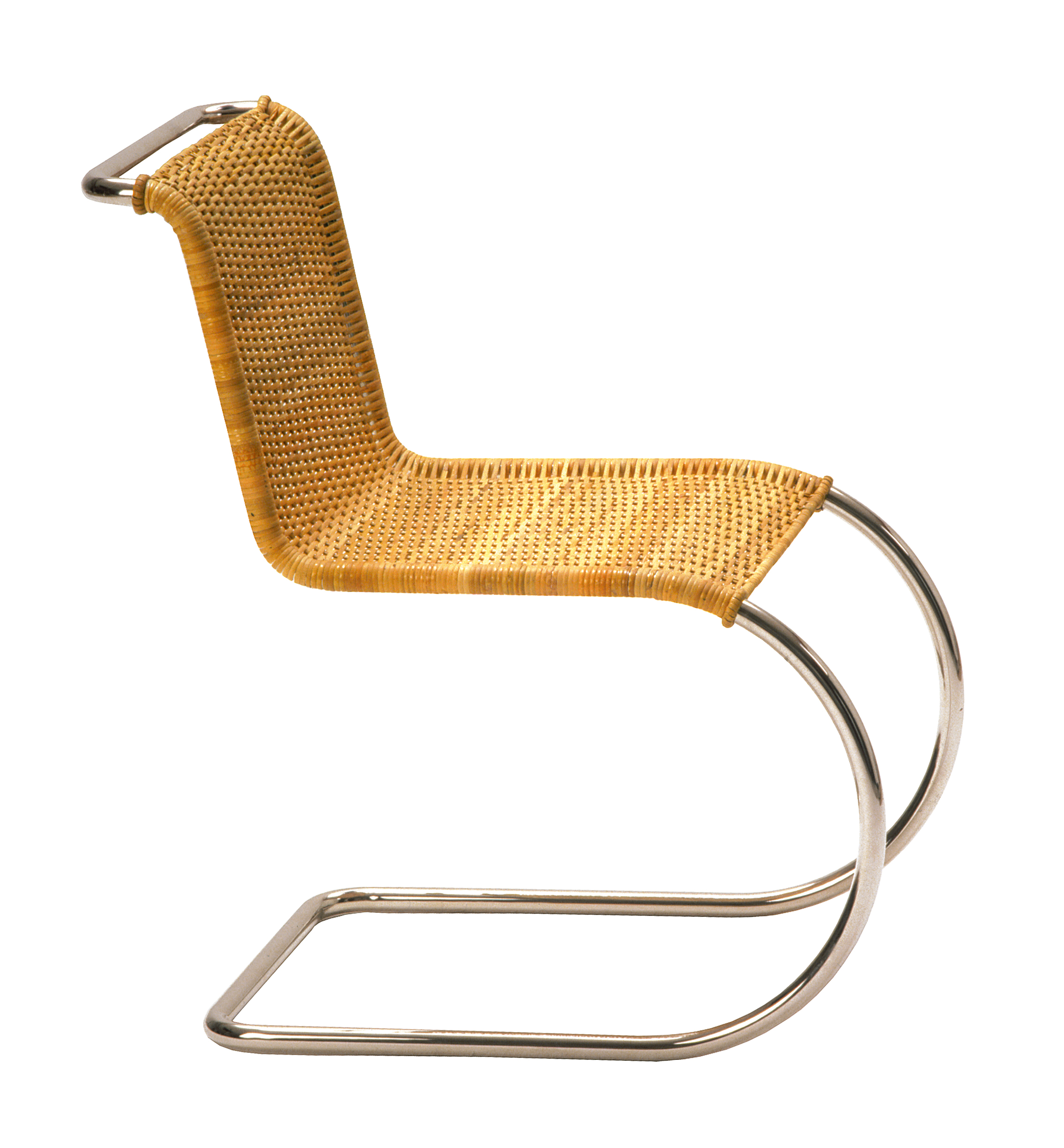
"Weißenhof chair", 路德維希·密斯·凡德羅作品與赖希作品 （約 1927年）

莉莉·赖希於1885年出生於德國柏林。1908年當她前往維也納為 Wiener Werkstätte工作（視覺藝術公司的設計師、藝術家、建築師）（維也納工作室）工作時，她運用了她的刺繡訓練。她在1911年回到柏林，開始設計家具和服飾。同時間她也擔任商品櫥窗裝飾的工作。
之後她加入了德意志工藝聯盟（德國工作聯邦），該團體類似維也納工作室，其目標是幫助德國公司在全球市場的競爭力。是年，她在柏林Gewerkschaftshaus（商業聯合處）,設計了一個簡單的工作課程，其傢俱的功能主義與明確性受到了高度讚揚。她對聯盟在1914年於科隆的展覽有所貢獻。1920年，莉莉獲選成了德意志聯盟管理委員會的第一位女性。1924年到1926年間，她在法蘭克福的公平交易辦公室工作，負責組織和規劃公平交易。 

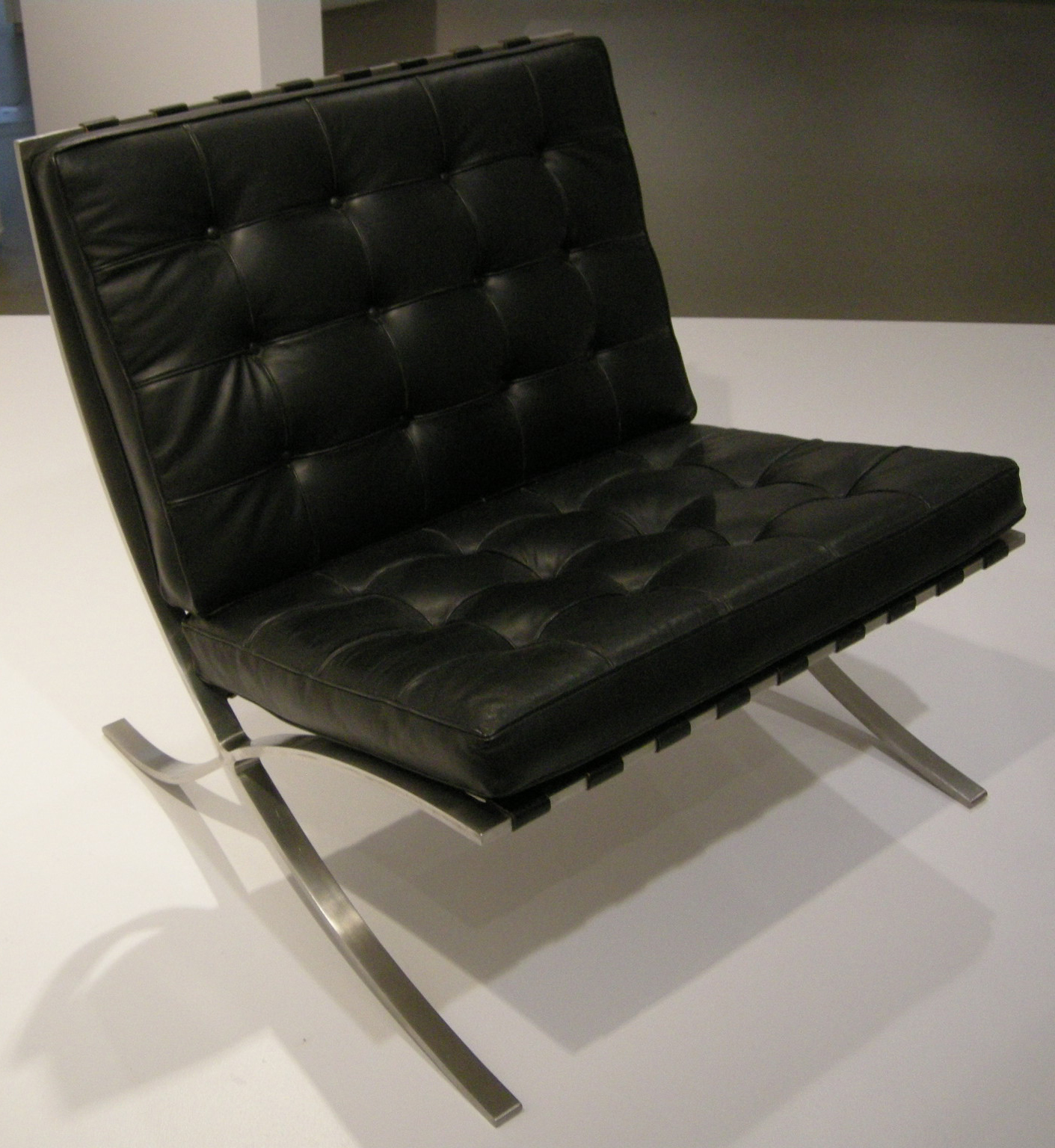
巴塞隆納椅

她在此處經由德意志工藝聯盟主席而與路德維希·密斯·凡德羅相識。 這碰撞出一段她與凡德羅在傢俱上的多年共同合作。1927年兩位在斯圖加特為聯盟設計了“Die Wohnung”。她設計了許多室內展品，包含Wohnraum in Spiegelglas.”職涯期間，她設計商店櫥窗、展演和時尚。在1929年她成了巴塞隆納萬國博覽會德國館的藝術總監，凡德羅在此設計了他世界知名的德國館。著名的巴塞隆納椅也在此初登場。此館被視為展現他們設計影響力的重心。1932年凡德羅邀請莉莉前往包浩斯教課並指導室內設計工作室。
包浩斯在1933年後被納粹短暫關閉，因為他們認為這些作品是「退化的藝術，可能受到尤太影響」。二戰後，她在漢堡藝術學院教書，但因病為期不久，而必須辭職。幾年後於1947年逝世於柏林。

## 專業養成
赖希出生於柏林，從女裝和紡織品開始她的事業。此經歷形塑了她—賦予她在比對質地和材質的特定興趣，以及使用編織品在家具上的特殊技巧。
從1908年起，她在維也納的约瑟夫·霍夫曼工作室工作。
奧夫曼是著名的現代主義設計師，負責設計了方格沙發 (1918)、Cabinet (約1915), Koller (1911), 以及Broncia (1912) chairs。
1912年莉莉加入德意志工藝聯盟，一個由政府資助的組織，致力於推廣德國製作的產品和設計。這是她持久的熱情、不斷出現在她的事業中。

## 聲望建立
她在1914年，29歲時開立了她的工作室，迅速地建立了很好的名聲。事實上，她出色到在6年後的1920年成了聯盟第一位女性成員。她負責規劃和策劃設計聯盟主持的展覽，並推廣德國設計師。
她負責的其中一個展覽，帶了數千件德國設計前往在紐澤西紐華克博物館的一個展覽中展示。這個展覽並不受歡迎，因為在一戰和二戰年間任何德國的東西在美國都不受歡迎，在二戰之前特別如此。儘管大環境不佳，但是這場展覽對美國設計產生深遠影響，其影響可在這之後的美國設計師身上看到。

## 莉莉·赖希與路德維希·密斯·凡德羅
透過德意志工藝聯邦，赖希認識了路德維希·密斯·凡德羅。1926年她從法蘭克福搬到柏林與密斯一起工作。從1925年起直到凡德羅於1938年移民美國為止，她是他長達13年的個人與專業夥伴。他們持續一起合作策劃和實施聯邦的展覽，也為建築案設計現代傢俱，像是1929年的巴塞隆納萬國博覽會德國館、以及布爾諾的圖根哈特別墅。這段期間他們最為人熟知的兩樣現代傢俱設計是巴塞隆納椅和布尔诺椅。

## 戰爭時期
二戰之前的1938年，密斯移民美國，赖希持續她在德國的事業，直到過世。她曾在1939年到美國拜訪密斯，但沒有留下而是返回柏林。
她的工作室在1943年被炸毀，她被送到勞改組織直到1945年。戰後被釋放之後，她協助復興德意志工藝聯盟，但在聯盟於1950年正式重建前就於柏林逝世。

## 進階閱讀
McQuaid, Matilda. . The Museum of Modern Art. 1996. ISBN 0-87070-144-4.